# Musée copte du Caire
Le musée copte, fondé en 1910 par Marcus Hanna Simaïka Pacha (en) est le plus riche musée du monde en art copte grâce à une collection d’objets, de tissus, d’icônes et de manuscrits dont le cœur comprend des artéfacts produits entre le IVe et le XXe siècle. Près de 16 000 pièces, disposées chronologiquement, sont exposées dans douze sections différentes. Le musée abrite la bibliothèque de Nag Hammadi, une collection de textes gnostiques de la période paléochrétienne, retrouvés en 1945, dont le plus célèbre est sans doute le seul exemplaire complet de l'Évangile selon Thomas.
L’entrée principale est une des deux constructions les plus anciennes du Caire, les tours rondes de la porte occidentale de la forteresse romaine de Babylone construite en 98 par l’empereur Trajan. Une deuxième entrée mène dans le monastère et l’église Saint-Georges, construite en 1909, sur l’emplacement d’une église copte du Xe siècle. Une autre porte mène au cimetière orthodoxe grec, qui entoure le quartier à l'est.
Le musée occupe une surface de 8 000 m2, bâtiments et jardins inclus, offerts par le patriarche de l'Église copte orthodoxe, Cyrille V d'Alexandrie. Il a été rénové entre 1983 et 1984 puis, de nouveau, entre 2003 et 2005. Les deux annexes, les ailes anciennes et modernes furent accessibles à la visite en 1984.

## Accès
Rue Mar Guirguis, Misr El Kadima, Le Caire.
Ouvert tous les jours de 9 h à 17 h.
Moyens de transport :
- Bus, direction Maadi, descente devant la station de police du Vieux-Caire. Traverser la rue puis la passerelle piétons de la station Mar Guirguis du métro
- Métro, ligne Helwan, Station Mar Guirguis
- En voiture, rue Kasr Rel Eini, rue Amr Ibn El Ass puis la rue Mar Guirguis

## Photos

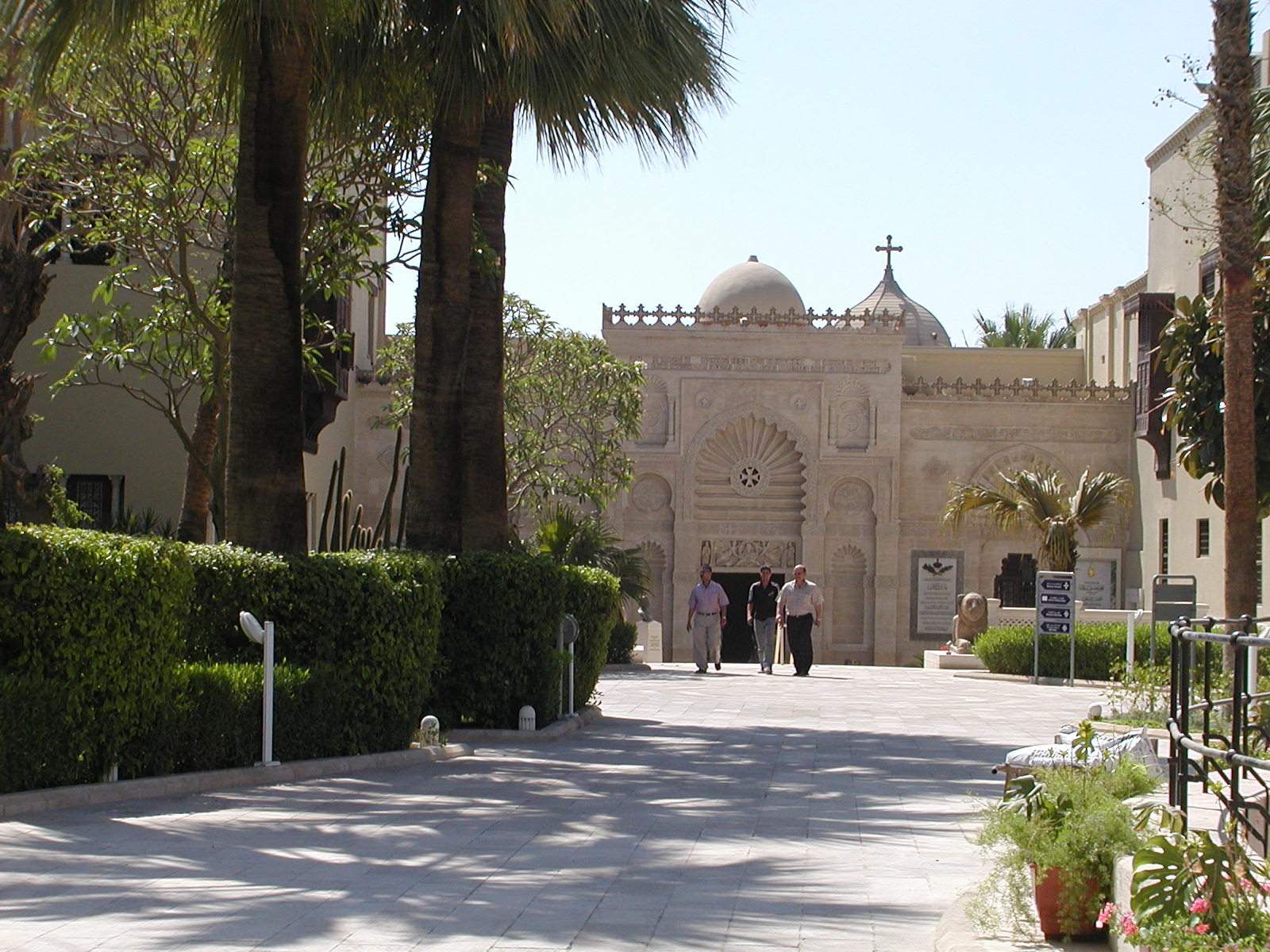
Bâtiment principal au bout de l'allée
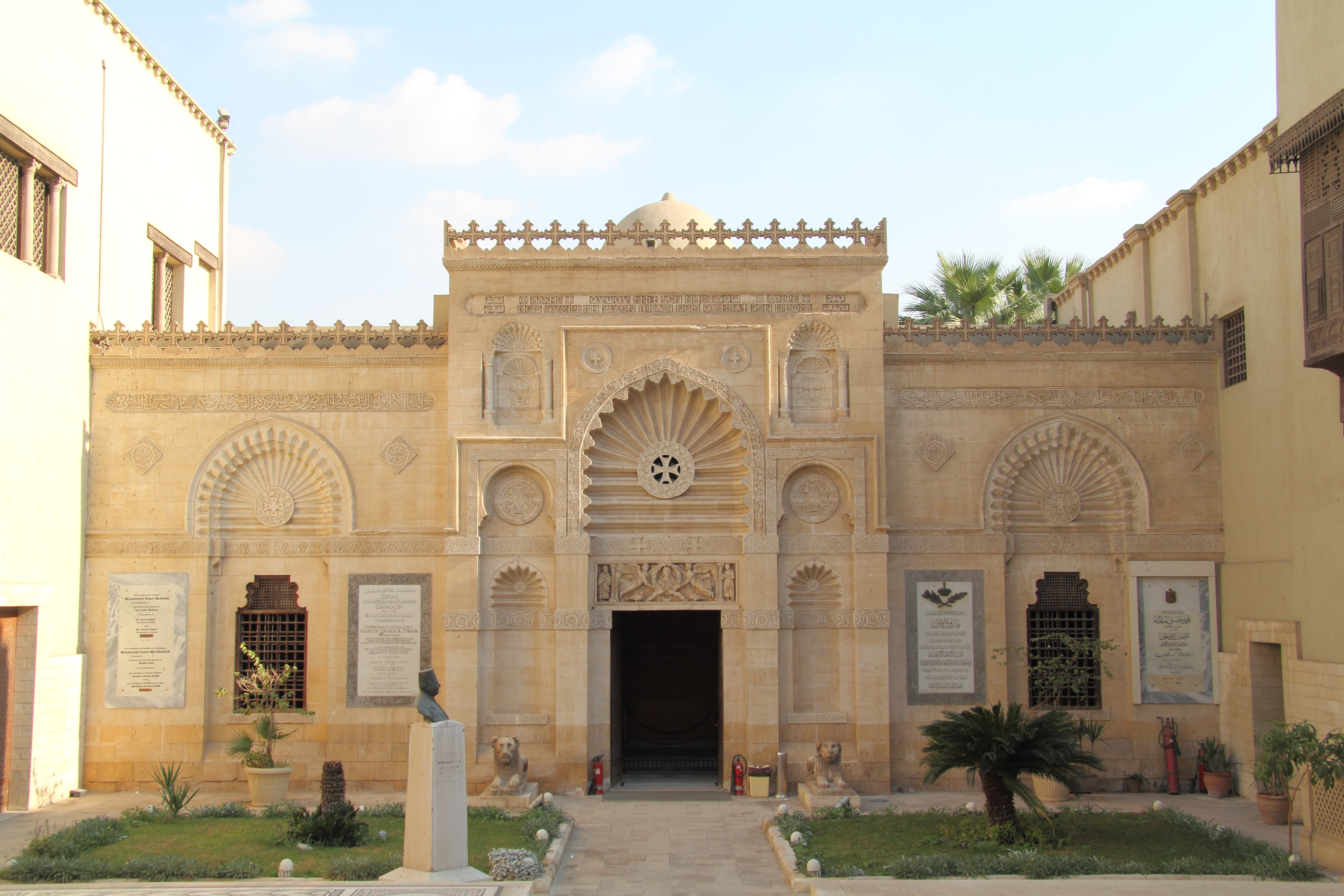
Bâtiment principal
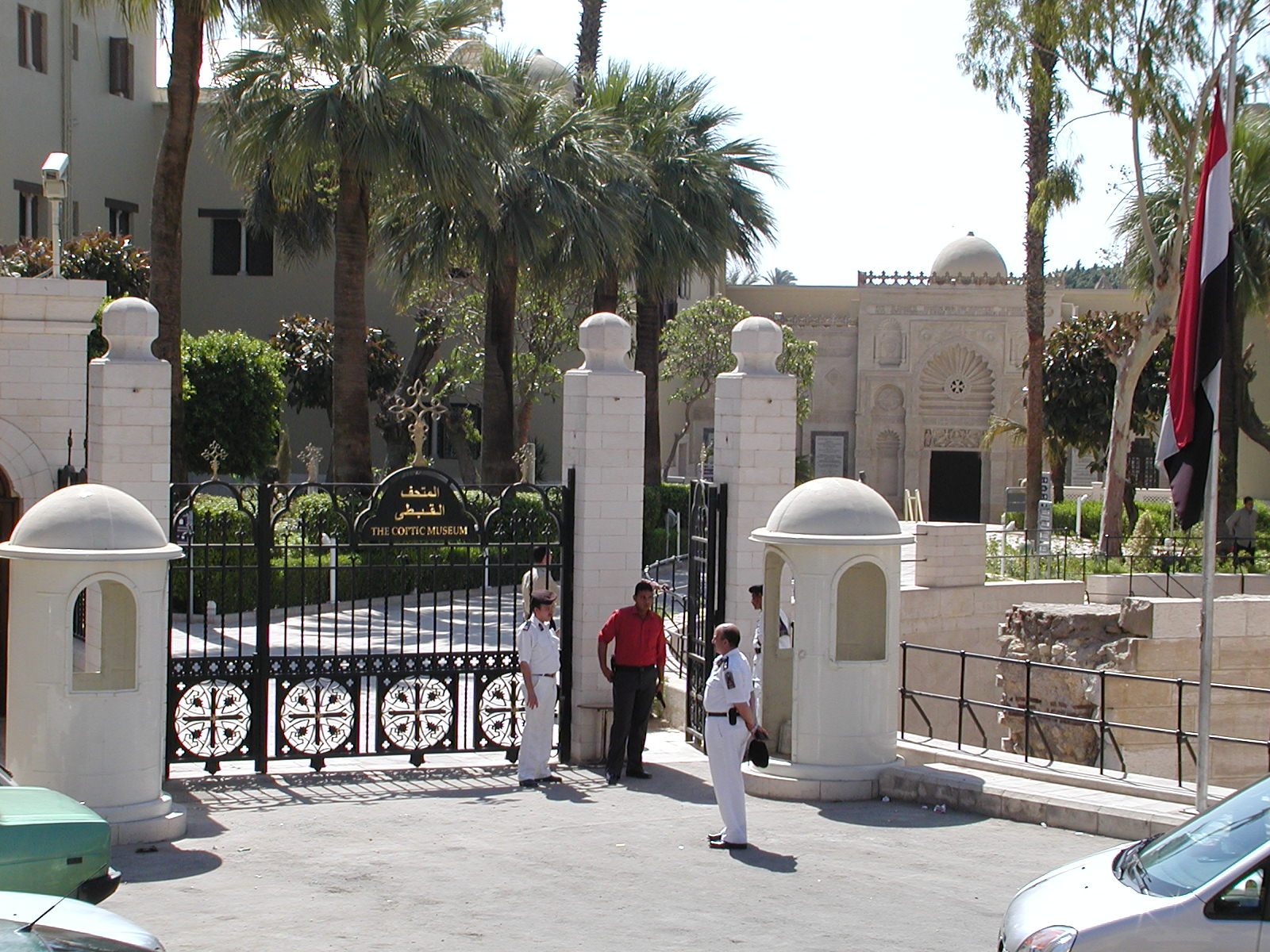
Entrée